# Хросьниця (Великопольське воєводство)
Хросьниця (пол. Chrośnica) — село в Польщі, у гміні Збоншинь Новотомиського повіту Великопольського воєводства.
Населення — 629 осіб (2011).
У 1975-1998 роках село належало до Зеленоґурського воєводства.

## Демографія
Демографічна структура станом на 31 березня 2011 року:
|          | Загалом | Допрацездатний вік | Працездатний вік | Постпрацездатний вік |
| -------- | ------- | ------------------ | ---------------- | -------------------- |
| Чоловіки | 312     | 81                 | 206              | 25                   |
| Жінки    | 317     | 70                 | 202              | 45                   |
| Разом    | 629     | 151                | 408              | 70                   |